# 芳村体育中心
芳村体育中心是廣州市一個的体育场馆，位於荔湾区芳村龍溪大道277號，鄰近地鐵菊樹站。中心内设：体育馆、体育场、网球比赛训练场、水上运动中心、体育宾馆等。中心占地208亩，总投资5.9亿元人民币，曾举办九运会和亞運會的网球比赛。